# Ordes

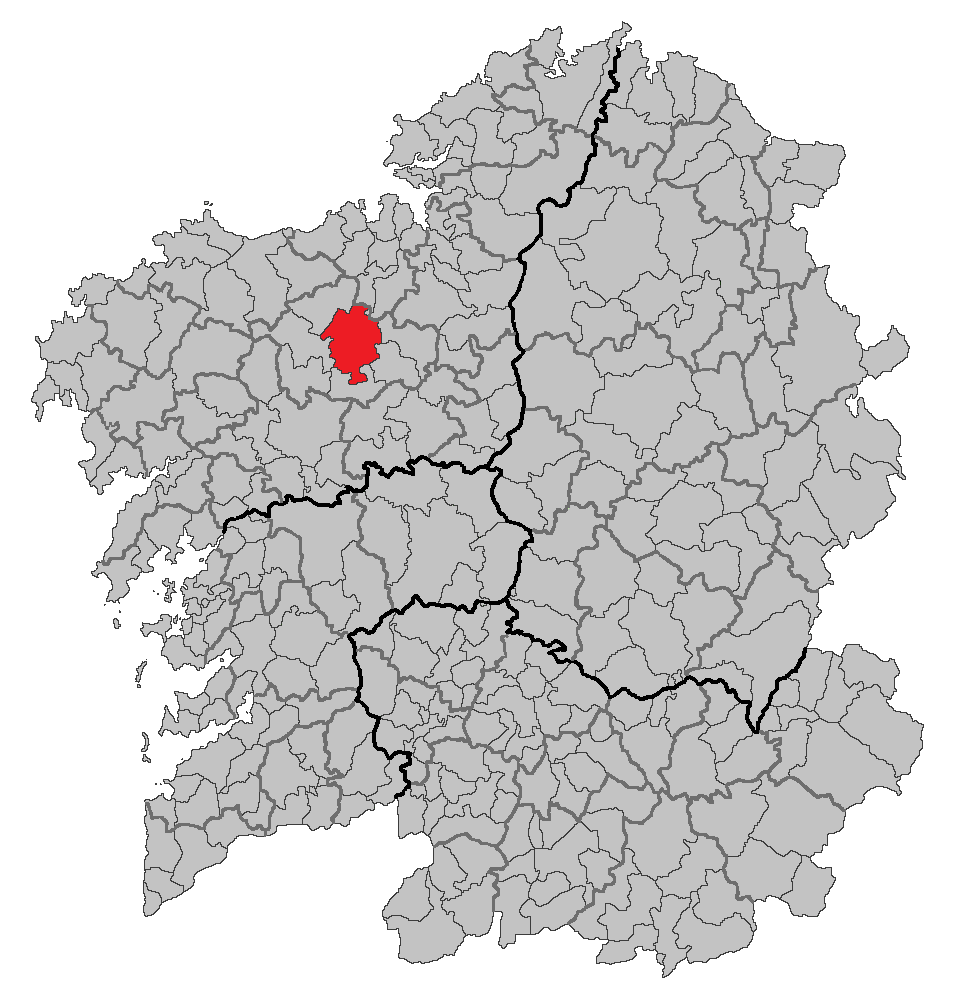
Localização de Ordes

Ordes (em espanhol, Órdenes) é um município da Espanha na província
da Corunha,
comunidade autónoma da Galiza, de área 157,96 km² com
população de 12359 habitantes (2007) e densidade populacional de 77,79 hab/km². http://www.concellodeordes.com

## Demografia
| Variação demográfica do município entre 1991 e 2004 | Variação demográfica do município entre 1991 e 2004 | Variação demográfica do município entre 1991 e 2004 | Variação demográfica do município entre 1991 e 2004 |
| --------------------------------------------------- | --------------------------------------------------- | --------------------------------------------------- | --------------------------------------------------- |
| 1991                                                | 1996                                                | 2001                                                | 2004                                                |
| 11704                                               | 11893                                               | 11963                                               | 12287                                               |